# Druhý posel

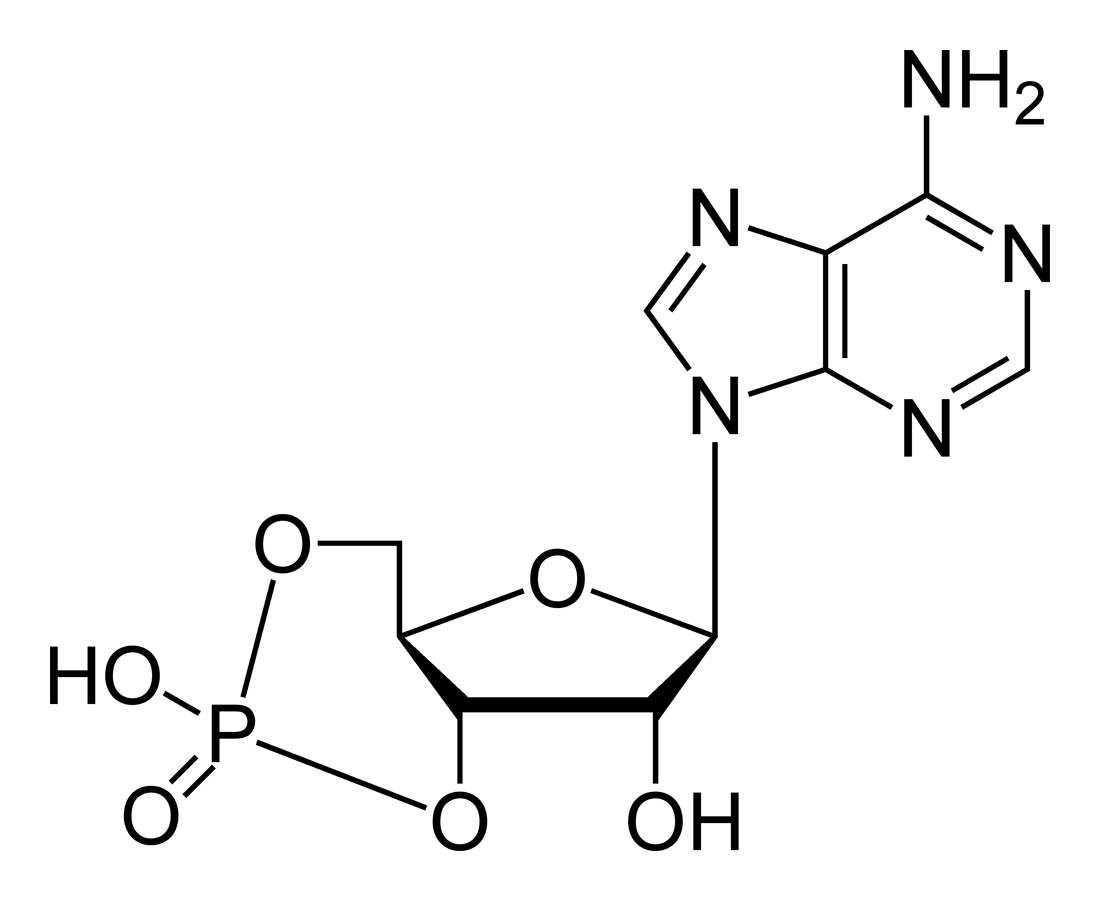
cAMP - nejznámější a první objevený druhý posel

Druhý posel (angl. second messenger) je označení pro malou signální molekulu, jejíž koncentrace v buňce prudce vzrůstá po navázání ligandů („prvních poslů“) na membránový receptor. Výhodou druhých poslů je, že výrazně zesílí přicházející signál a navíc díky svým malým rozměrům rychle difundují po celé buňce. Následně se navážou nebo mění chování signálních či cílových proteinů. Po vykonání této funkce jejich koncentrace zase rychle klesne. Používání druhých poslů je typické pro systémy receptorů spřažených s G-proteinem.
K významným druhým poslům patří cAMP a cGMP (cyklický adenosinmonofosfát a guanosinmonofosfát), 1,2-diacylglycerol (DAG), inositol-1,4,5-trifosfát (IP3) a další fosfoinositidy, ale také vápenaté ionty (Ca2+). Většina jich je rozpustných ve vodě, ale například DAG putuje pouze po buněčné membráně a do buňky nevstupuje.